# Federico Faggin

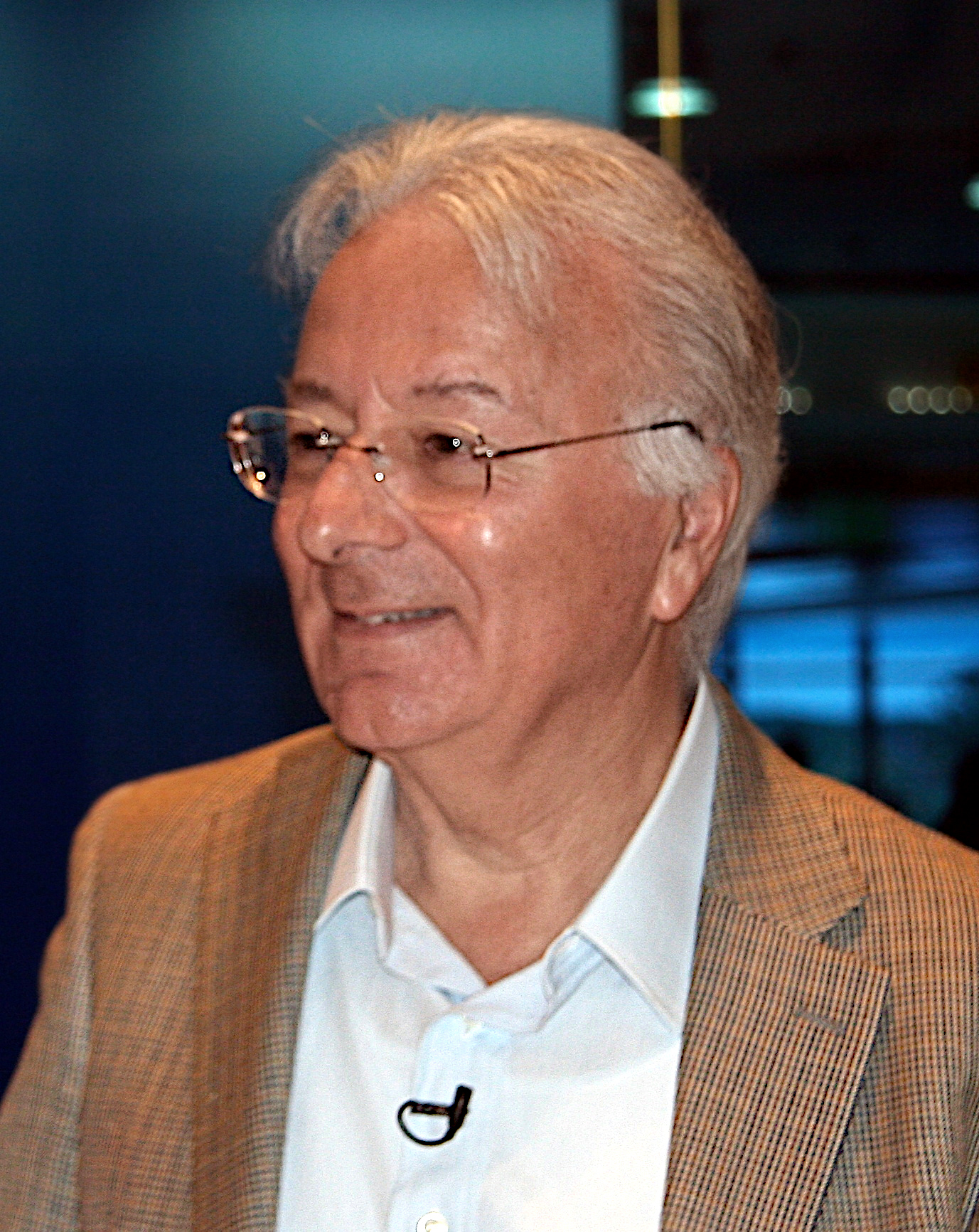
Federico Faggin (2011)

Federico Faggin (Vicenza, 1 december 1941) is een genaturaliseerd Amerikaans natuurkundige van Italiaanse afkomst. Hij heeft vooral veel pionierswerk verricht op het gebied van de halfgeleidertechnologie. Samen met Marcian Hoff, Stanley Mazor en Masatoshi Shima is hij mede-uitvinder van 's werelds eerste microprocessor, de Intel 4004.

## Biografie
Zijn universitaire opleiding genoot hij in Padua, waar hij in 1965 summa cum laude zijn doctoraat in de natuurkunde verkreeg. Na korte tijd gewerkt te hebben in Italië vertrok hij begin 1968 naar de Verenigde Staten om te werken voor Fairchild Semiconductor in Palo Alto, Californië. Bij Fairchild leidde hij onder andere de ontwikkeling van SGS-MOS-transistoren en ontwierp hij de eerste geïntegreerde schakeling met deze technologie: de Fairchild 3708.
In 1970 stapte Faggin over naar de Intel Corporation in Santa Clara, waar Hoff, Mazor en de van Intels klant Busicom afkomstige Shima een blauwdruk van de microprocessor hadden ontwikkeld voor de zakrekenmachines van Busicom. Vanwege zijn kennis van geïntegreerde schakelingen op basis van MOS-technologie werd Faggin belast met de taak om de blauwdruk om zetten in een produceerbaar product. Na enkele prototypes kon Intel in de herfst van 1971 de 4004-microprocessor presenteren.
De door Faggins ontwikkelde ontwerpmethodologie werd toegepast op alle microprocessoren uit Intels begintijd. Als afdelingsmanager leidde Faggin de ontwikkeling van meer dan vijfentwintig geïntegreerde schakelingen, waaronder de eerste succesvolle 8-bit microprocessor, de Intel 8080.
Eind 1974 verliet Faggin Intel en richtte hij samen met Ralph Ungermann het bedrijf Zilog Inc op in Campbell, Californië. Tot 1980 zou hij het bedrijf leiden als president en CEO en onder zijn supervisie werd de zeer succesvolle Z80-microprocessor ontwikkeld.
In 1982 was hij medeoprichter van Cygnet Technologie, fabrikant van het Cygnet CoSystem telecommunicatiesysteem. Hij zou tot 1986 aanblijven om vervolgens het bedrijf Synaptics te beginnen, producent van touchpads. Tegenwoordig is hij CEO van Foveon Inc, een bedrijf dat gespecialiseerd is in beeldsensoren voor digitale camera's.

## Erkenning
Samen met zijn mede-uitvinders Hoff, Mazor en Shima ontving hij talrijke prijzen en onderscheidingen, waaronder de Ron Brown American Innovator Award (1996), de Kyoto-prijs (1997) en werd hij in 1996 opgenomen in de National Inventors Hall of Fame. Daarnaast mocht hij ook de volgende onderscheidingen in ontvangst nemen:
- 1988: Marconi International Fellowship Award
- 1988: Gouden medaille voor Wetenschap en Technologie van de Italiaanse minister-president
- 1988: De titel van "Grande Ufficiale" van de President van Italië
- 1994: IEEE W. Wallace McDowell Award
- 1997: George R. Stibitz Computer Pioneer Award (samen met Hoff en Mazor)
- 2001: Dr. Robert Noyce Memorial Award (samen met Hoff en Mazor)
- 2006: European Inventor of the Year Lifetime Achievement Award van het EPO (European Patent Office)